# Хімена Ромо
Хімена Ромо (ісп. Ximena Romo; нар. 14 квітня 1990, Мехіко, Мексика) — мексиканська акторка.

## Вибіркова фільмографія

### Ролі в кіно
| Рік  | Назва                         | Роль             | Примітки               |
| ---- | ----------------------------- | ---------------- | ---------------------- |
| 2008 | Я збираюсь вибухнути          | Люсія            |                        |
| 2009 | Паршива вівця                 | Марія            |                        |
| 2010 | Іржаві сходи сонця            | Андреа           |                        |
| 2013 | Художня література            | Подружка         | Короткометражний фільм |
| 2014 | Глорія                        | Елін             |                        |
| 2016 | Оповідання про розбещену пару | 17-річна Мартіна |                        |
| 2017 | Кожен любить когось           | Лілі Альварес    |                        |
| 2017 | Лихоманка                     | Роміна           | Короткометражний фільм |
| 2018 | Малювання неба                | Марія            |                        |
| 2018 | Прелюдія до сну               | Хімена           |                        |
| 2019 | Це не Берлін                  | Ріта             |                        |
| 2019 | Наче це було вперше           | Люсі             |                        |
| 2019 | Батькова брехня               | Роса             |                        |

### Ролі на телебаченні
| Рік  | Назва              | Роль                  | Примітки                   |
| ---- | ------------------ | --------------------- | -------------------------- |
| 2011 | Я твій фанат       | Міла                  | 1 епізод                   |
| 2013 | Хтось інший        | Лаура                 | 5 епізодів                 |
| 2014 | Два місяці         |                       | 2 епізоди                  |
| 2014 | Колір пристрасті   | Нора Гасіола Мурільйо | Головна роль; 116 епізодів |
| 2016 | Яго                | Ембер                 | Головна роль; 39 епізодів  |
| 2017 | 13 дружин Вільсона | Емілія                | 1 епізод                   |
| 2018 | Невідомий ворог    | Лаура                 | 5 епізодів                 |
| 2020 | Подолати страх     | Каміла Сальватьєрра   |                            |